# Елизабет фон Вайлнау
Елизабет фон Вайлнау (на немски: Elizabeth von Weilnau; * пр. 1256; † сл. 1291) е графиня от Вайлнау и чрез женитба графиня на Батенберг.

## Произход
Тя е незаконна дъщеря на граф Хайнрих IV фон Диц-Вайлнау (* ок. 1212; † сл. 1281).

## Фамилия
Елизабет фон Вайлнау се омъжва за граф Видекинд II фон Батенберг-Витгенщайн († сл. 1277/сл. 12 май 1291), по-малък син на граф Видекинд I фон Батенберг и Витгенщайн († ок. 1237) и съпругата му Ида фон Рункел-Вестербург. Те имат децата:
- Херман II фон Батенберг († 1310), граф на Батенберг, сърегент от 1286 г.
- Ида († сл. 1332), омъжена 1297 г. за Хайнрих господар на Валдек-Рененберг-Хунсрюк, рицар († сл. 1332)
- Маргарета, 1286 г. монахиня в Георгенберг при Франкенберг
- Грета († сл. 1291)
- Елизабет († 1300), омъжена за Валтер I господар фон Лисберг († 1297), син на Херман I фон Лисберг († сл. 1266)
- Хайнрих († сл. 1309)